# Warner Records
Warner Records Inc. (раніше Warner Bros. Records Inc.) — американський звукозаписний лейбл. Дочірня компанія Warner Music Group зі штаб-квартирою в Лос-Анджелесі, штат Каліфорнія. Заснований 19 березня 1958 року як музичний підрозділ американської кіностудії Warner Bros..
Виконавці, які записувалися для Warner Records, включають Aespa, Madonna, Prince, Cher, Френк Сінатра, Joni Mitchell, Van Halen, Alice Cooper, Kylie Minogue, Goo Goo Dolls, Tom Petty, Sheryl Crow, Gorillaz, Адам Ламберт, Бетт Мідлер, Grateful Dead, Jane's Addiction, Blur, Duran Duran, Deep Purple, Fleetwood Mac, Liam Gallagher, Джеймс Тейлор, Lily Allen, ДжоДжо, Linkin Park, Muse, George Benson, Найл Роджерс, Black Sabbath, Red Hot Chili Peppers, The Black Keys, My Chemical Romance, Тевін Кемпбелл, Mac Miller, Dua Lipa, Bebe Rexha, R.E.M. і Sex Pistols.

## Історія
Наприкінці періоду німого кіно Warner Bros. Pictures вирішила розширити сферу видавництва та запису, щоб мати доступ до недорогого музичного контенту для своїх фільмів. У 1928 році студія придбала декілька менших музичних видавничих фірм, серед яких були M. Witmark & Sons, Harms Inc., а також часткову частку в New World Music Corp., і об'єднала їх, щоб сформувати Music Publishers Holding Company. Ця нова група контролювала цінні авторські права на стандарти Джорджа та Айри Гершвінів і Джерома Керна, і незабаром новий підрозділ отримував солідні прибутки до 2 мільйонів доларів США щороку.
У 1989 році Time Inc. придбала Warner Communications і об'єднала дві компанії, щоб створити WarnerMedia, уклавши угоду на 14 мільярдів доларів США.
Після тривалого періоду відносної стабільності, який був помітний у безчинній американській музичній індустрії, смерть Стіва Росса наприкінці 1992 року ознаменувала початок періоду великих потрясінь у Warner Bros. Records.
У 2003 році, на тлі суперечок з керівництвом, падіння цін на акції та зростаючої тривоги щодо впливу обміну цифровими файлами, Time Warner вирішив розвантажити свою музичну діяльність. У березні 2004 року музичні активи Time Warner були придбані групою приватних інвестицій на чолі з Thomas H. Lee Partners, Lexa Partners (на чолі з Едгаром Бронфманом-молодшим, який вклав 150 мільйонів доларів США з частки своєї родини у Vivendi), Bain Capital і Providence Equity Partners. Угода включала опцію, яка дозволяла Time Warner викупити, якщо умови виявляться сприятливими. Повідомляється, що Bronfman, Lee, Bain and Providence окупили свої інвестиції до травня 2006 року за рахунок дивідендів, рефінансування та пропозиції акцій, розміщеної в травні 2005 року.